# Mattias Kindberg
Mattias Thomas Hilding Kindberg, född 12 april 1992 i Göteborg, är en svensk skådespelare.
Kindberg har bland annat medverkat i filmerna Tyrannen och Gudstjänst. Han har även medverkat i TV-serierna Tabitas tattoo och Kenny Starfighter 
Våren 2025 spelade han en av huvudrollerna i Mia Skäringers humorserie Ann-Marie väljer glädje på SVT 

## Filmografi (i urval)
- 2018 – Fördömda själar[7]
- 2019 – Tyrannen
- 2020 –  Pappas pojkar (TV-serie)
- 2024 – Tabitas Tattoo (TV-serie)
- 2024 – Gudstjänst
- 2025 - Ann-Marie väljer glädje (TV-serie)